# 全東栄信用組合
全東栄信用組合（ぜんとうえいしんようくみあい）は、東京都千代田区に本店を置く信用組合。

## 沿革
出典: 
- 1951年（昭和26年）10月 設立。千代田区神田小川町に本店を置く。
- 1952年（昭和27年）世田谷区三軒茶屋に世田谷支店、台東区元浅草に三筋町支店を開店。
- 1961年（昭和36年）豊島区東長崎に東長崎支店を開店。
- 1962年（昭和37年）渋谷区本町に渋谷本町支店を開店。
- 1966年（昭和41年）大田区中央に大森支店を開店。
- 1967年（昭和42年）北区上十条に十条支店を開店。
- 1970年（昭和45年）足立区西新井に西新井支店を開店。
- 1973年（昭和48年）豊島区池袋本町に下板橋支店を開店、本部を千代田区神田小川町から豊島区池袋本町に移転。
- 1978年（昭和53年）足立区舎人に舎人支店を開店。
- 1981年（昭和56年）全国信用組合共同オンラインに加盟